# Browar Lwówek

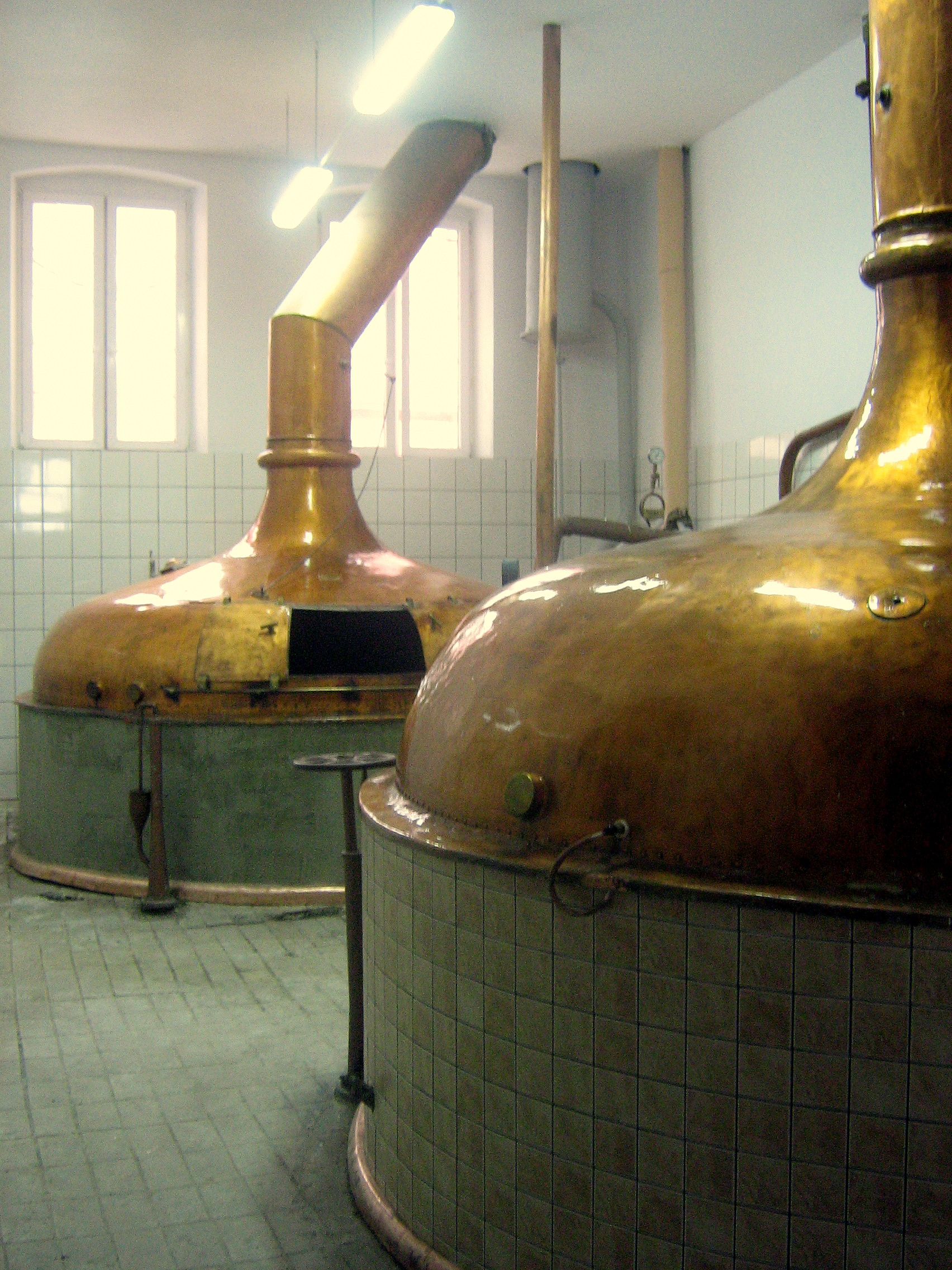
Warzelnia

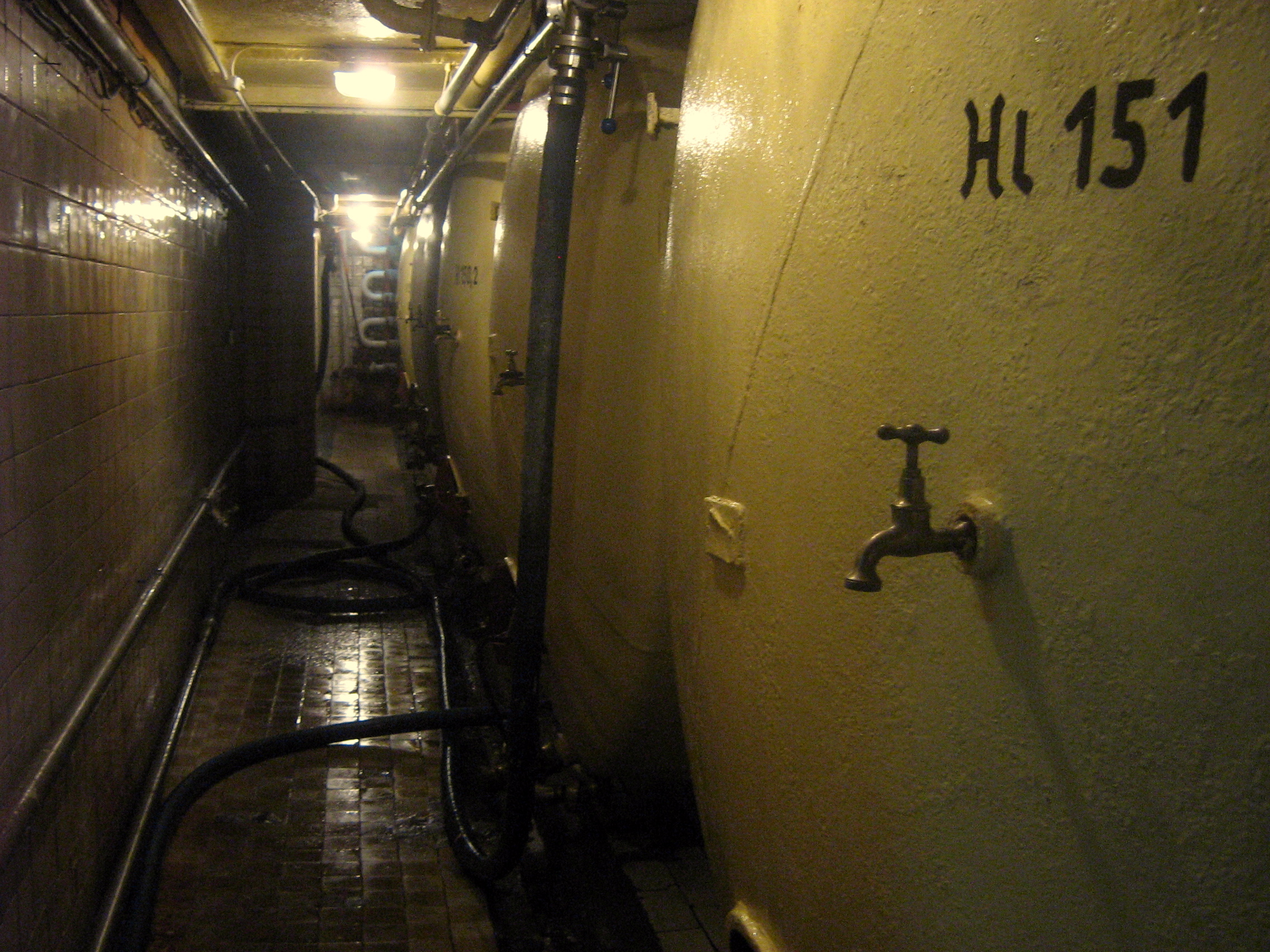
Piwnica leżakowa

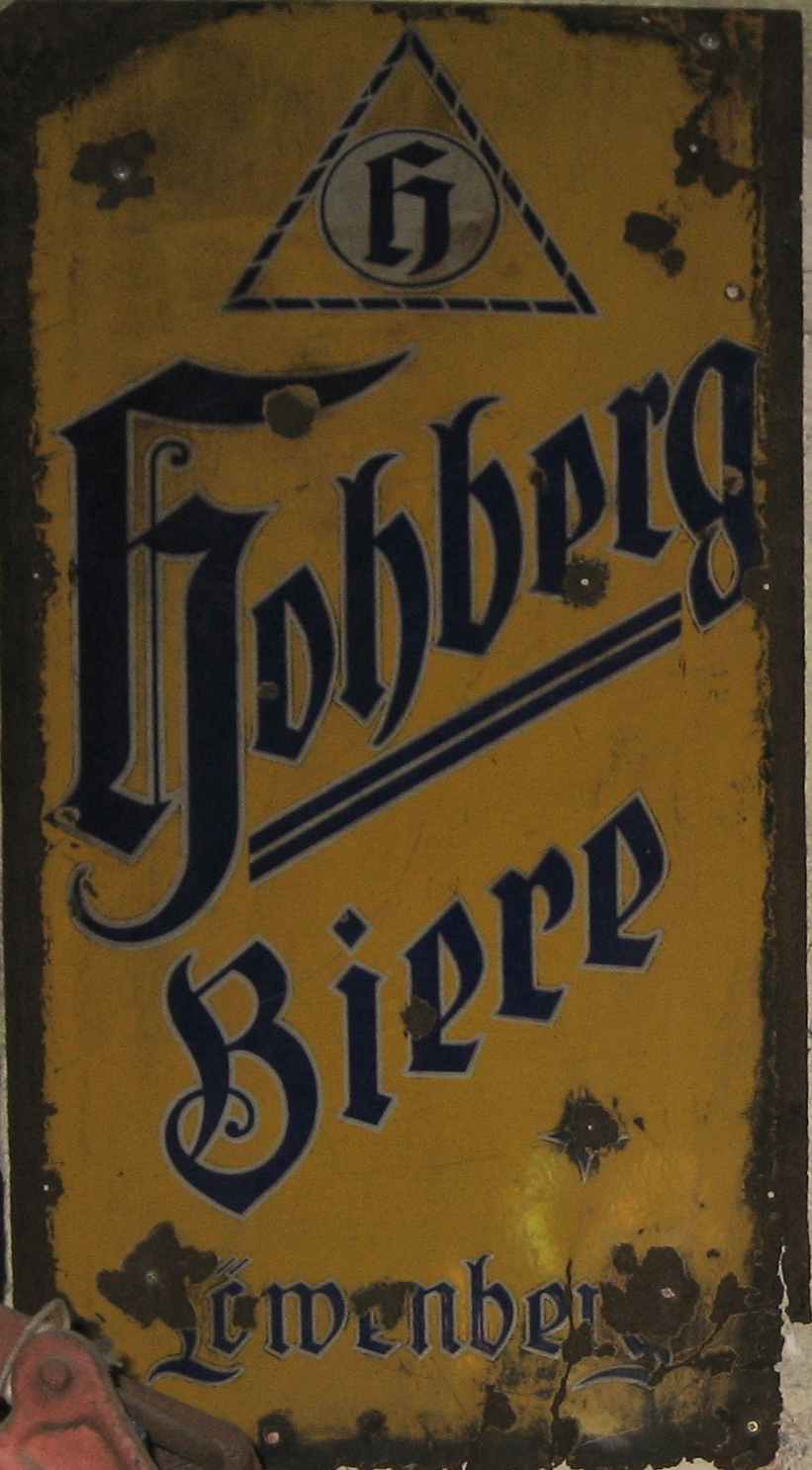
Reklama browaru J. Hohberg Biere

Browar Lwówek – browar w Lwówku Śląskim w województwie dolnośląskim.

## Historia
|    | nazwa                                        | lata      |
| -- | -------------------------------------------- | --------- |
| 1. | Städtische Bierbrauerei                      | 1865–1871 |
| 2. | Brauerei Julius Hohberg                      | 1871–1888 |
| 3. | Dampf-Bierbrauerei J.Hohberg                 | 1888–1904 |
| 4. | Brauerei J.Hohberg, Inh.Edwin & Paul Hohberg | 1904–1921 |
| 5. | J.Hohberg Bierbrauerei und Malzfabrik AG     | 1921–1936 |
| 6. | Hohberg-Brauerei AG                          | 1936–1945 |

### Browar Hohbergów
Historia piwowarstwa w Lwówku Śląskim sięga średniowiecza. Najstarsza wzmianka o cechu piwowarów w mieście pochodzi z zapisu w Księdze Miejskiej Wrocławia z 1209 roku.
Obecnie istniejący browar przemysłowy w Lwówku Śląskim powstał w XIX wieku. Założył go Julius Hohberg. W 1861 roku kupił on od magistratu miasta browar obywatelski utworzony w 1850 roku przez Bractwo Browarne na terenie dawnego zamku. Nowy właściciel rozbudował to przedsiębiorstwo i uczynił z niego jedno z największych tego typu na Dolnym Śląsku. Po śmierci Juliusza Hohberga w 1907 roku właścicielami browaru zostali jego synowie Edwin i Paul. Współwłaściciele kontynuowali rozbudowę zakładu. Ich staraniem powiększono teren browaru, wzniesiono nowy budynek administracyjny oraz suszarnię.
W 1921 roku browar przekształcono w spółkę akcyjną J. Hohberg, Bierbrauerei und Malzfabrik Aktiengesellschaft. Oprócz produkcji piwa w zakładzie produkowano również: słód, lemoniadę i wody mineralne. W 1936 roku przedsiębiorstwo zostało przejęte przez browar z Görlitz. Zmieniono nazwę firmy na Hohberg Brauerei A.G. W czasie II wojny światowej browar nie zaprzestał produkcji. W latach 1939–1945 produkowane w Lwówku Śląskim piwo trafiało zarówno do lokalnych odbiorców jak i na potrzeby wojska.
Produkcję w browarze wstrzymano na krótko w 1945 roku w związku z zajęciem go przez Armię Czerwoną. Wznowiono ją jednak już kilka miesięcy później. Zakład został znacjonalizowany i podporządkowany Oddziałowi Centralnego Zarządu Przemysłu Fermentacyjnego we Wrocławiu.

### Browar w okresie PRL
Po II Wojnie Światowej piwo zaczęto wytwarzać już w 1945 r. Produkowano piwa "Mocne" i "Krzepkie" w ilości 18 tysięcy hektolitrów. W 1950 roku zarządcą browaru zostały Jeleniogórskie Zakłady Piwowarsko-Słodownicze. Rozpoczęto gruntowna modernizację zakładu. Zdemontowano wiele przedwojennych urządzeń. W ich miejsce zainstalowano nowe o większej wydajności. W 1958 roku unowocześniono fermentownię, w latach 1960-1961 wymieniono układy chłodnicze, w 1971 roku zamontowano nową rozlewnię, w 1974 roku zmodernizowano warzelnię. W 1975 roku lwówecki browar został włączony w skład Legnickich Zakładów Piwowarskich. W 1983 roku przeprowadzono kolejną rozbudowę zakładu. W 1974 r. browar otrzymał nową warzelnię, a w 1983 r. leżakownię. W 1984 r. produkcja wynosiła 80 tysięcy hektolitrów. Produkowano piwa "Basztowe" i "Książęce". W latach 1989–1992 zbudowano nową rozlewnię piwa.

### Browar w okresie III RP
w 1994 roku zakład został przekształcony w jednoosobową spółkę Skarbu Państwa pod nazwą Browary Karkonoskie S.A. Podjął się współpracy z czeskim Browarem Vratislavice, od którego kupił licencję na produkcję piwa Premier. Jednocześnie promował na rynku lokalnym własne marki: Książęce Extra, Górnicze, Mocne Dobre, Studenckie i Murzynek. Pomimo wdrożenia programu naprawczego browar nie mógł sobie poradzić z zadłużeniem. W 1998 roku w związku z kłopotami finansowymi ogłoszono jego upadłość.
W 1999 roku browar lwówecki został zakupiony przez niemieckiego przedsiębiorcę Wolfganga Bauera, który przeprowadził w nim restrukturyzacje i powołał nową spółkę Browar Śląski 1209 Sp. z o.o. Pomimo odniesionego na rynku regionalnym sukcesu w sprzedaży piwa marki Książęce i Mocne Dobre kłopoty właściciela z Urzędem Celnym spowodowały, że zakład zaprzestał produkcji w 2007 roku. We wrześniu 2007 roku ogłoszono jego upadłość.
Nieczynny zakład wystawiono na sprzedaż. W 2008 roku jego zakupem na cele muzealne zainteresowały się władze województwa dolnośląskiego, a wznowieniem produkcji spółka Browar Ciechan Sp. z o.o. W styczniu 2009 roku zawarte zostało porozumienie, na mocy którego spółka Browar Ciechan zobowiązała się wznowić produkcję piwa w Lwówku Śląskim, a Urząd Marszałkowski utworzyć przy zakładzie piwowarskim Muzeum Dolnośląskiego Browarnictwa.
W marcu 2009 roku właściciel spółki Browar Ciechan Sp. z o.o. zakupił browar w Lwówku Śląskim. W zakładzie zostały przeprowadzone gruntowne prace remontowe oraz modernizacja i wymiana urządzeń browarniczych. W maju 2010 browar wznowił produkcję piwa.
W związku z wycofaniem się Urzędu Marszałkowskiego Województwa Dolnośląskiego z otwarcia muzeum piwowarstwa w Lwówku Śląskim, realizacji tego pomysłu podjął się właściciel zakładu – Marek Jakubiak. W czerwcu 2010 roku z własnych środków powołał przy browarze izbę pamiątek, której zwiedzanie połączone jest z wycieczkami po browarze.
W latach 2016–2017 w browarze zainstalowano nową warzelnię. W październiku 2018 r. browar został wydzierżawiony wrocławskiemu browarowi kontraktowemu – Doctor Brew, który zgodnie z umową przez okres 2 lat posiada prawo pierwokupu browaru. Doctor Brew przeprowadził rozbudowę browaru i warzy w nim zarówno piwa pod marką "Lwówek" jak i własne piwa pod marką "Doctor Brew". Browar nie posiada rozlewni więc wszystkie piwa rozlewane są w Bielawie w Bielawskiej Wytwórni Napojów, która jest też właścicielem Browaru Sowie (nazwa od Gór Sowich).

## Produkty
| Marka              | Gatunek piwa          | Parametry                              |
| ------------------ | --------------------- | -------------------------------------- |
| Lwówek Książęcy    | lager, jasne pełne    | ekstr. 12,1% wag., alk. 5,4% obj.      |
| Lwówek Ratuszowy   | lager, jasne mocne    | ekstr. 13,8% wag., alk. 6,2% obj.      |
| Lwówek Wrocławskie | pils, jasne lekkie    | ekstr. 10,0% wag., alk. 4,2% obj.      |
| Lwówek Porter      | porter bałtycki       | ekstr. 18,1% wag., alk. 8,5% obj.      |
| Lwówek Jankes      | Amerykańskie Pale Ale | ekstr. 12,5% wag., alk. 4,2% obj.      |
| Lwówek Malinowe    | smakowe, jasne lekkie | ekstr. 10,0/12,0% wag., alk. 4,0% obj. |
| Lwówek Pszeniczny  | Hefeweizen            | ekst. 12,1% wag., alk. 5,5% obj.       |

## Literatura
- Józef Andrzej Bossowski, Browar Hohbergów we Lwówku Śląskim, Lwówek Śląski 2006
- Eugeniusz Braniewski, Piwowarstwo Lwówka Śląskiego, Lwówek Śląski 2009